# 蒂茹卡角
54°20′S 36°13′W / 54.333°S 36.217°W
蒂茹卡角是南極洲的海岬，位於南喬治亞島北岸，是獵狗灣入口處西北部，由英國南極名稱諮詢委員會命名，該海岬以前被稱為企鵝角。